# وشئو ده سوس
شهر وشئو ده سوس (به رومانیایی: Vişeu de Sus) در شهرستان مرموره در کشور رومانی واقع شده‌است. جمعیت این شهر ۱۸٬۴۴۴ نفر  است.

## نگارخانه

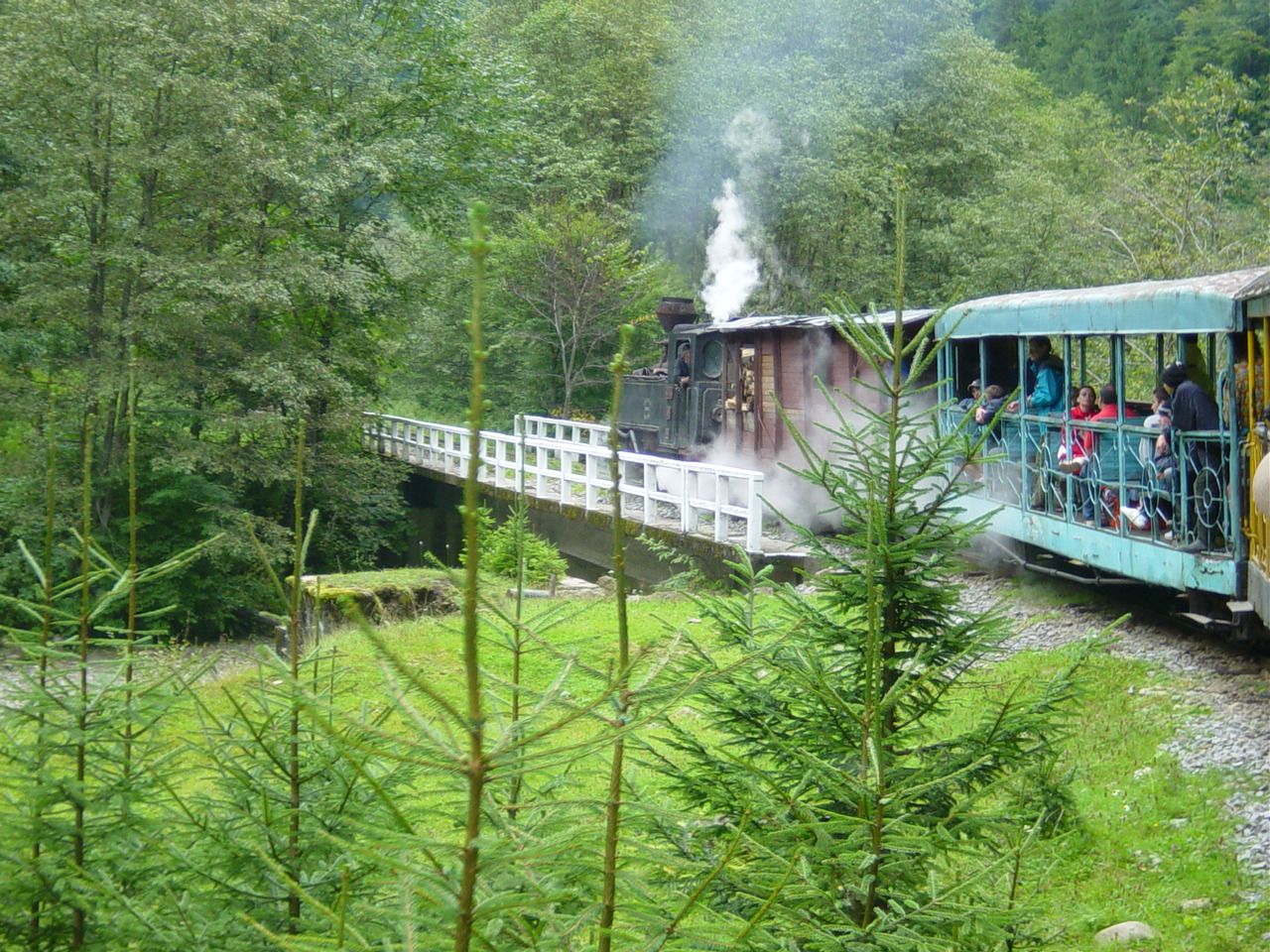
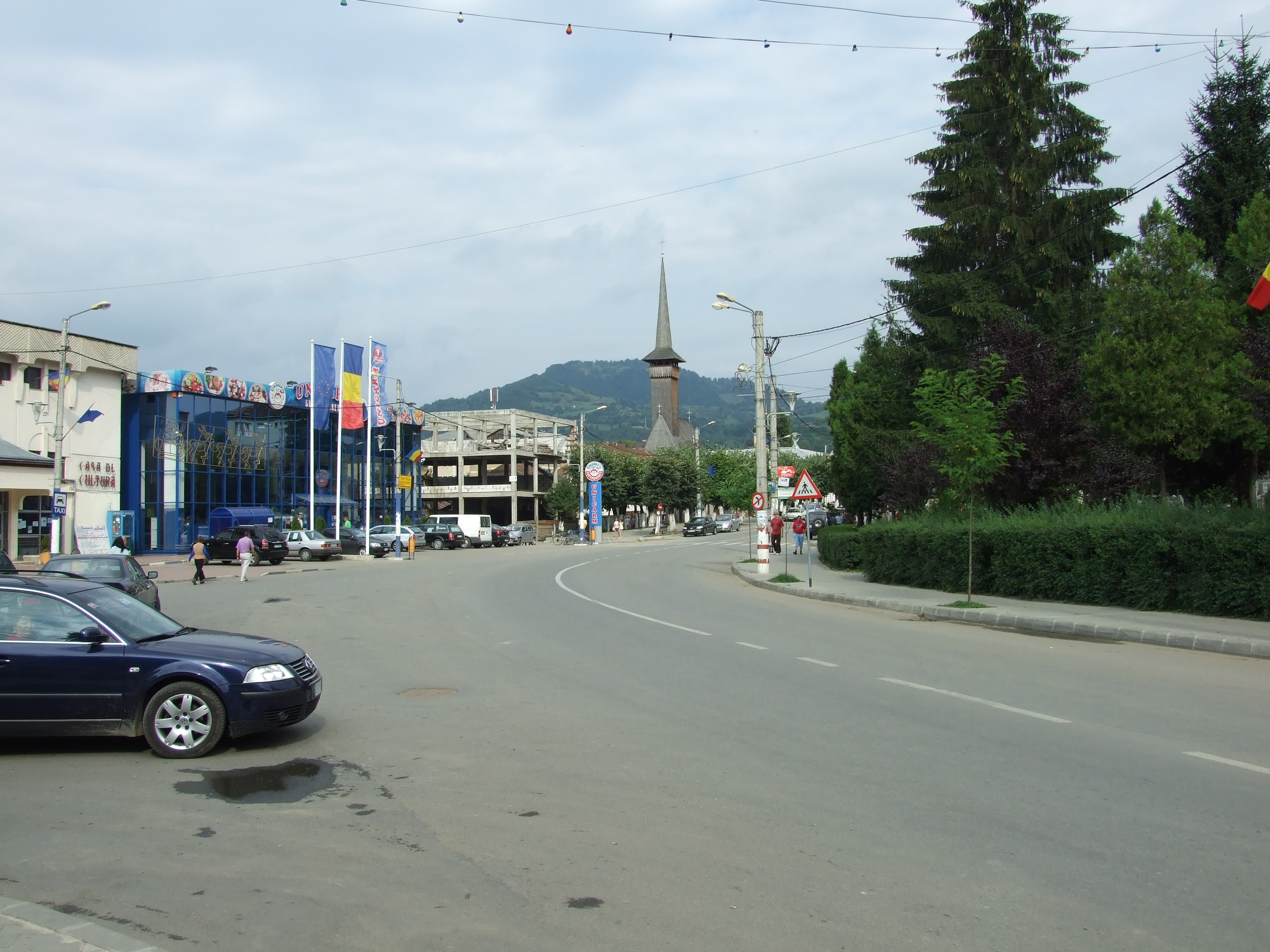
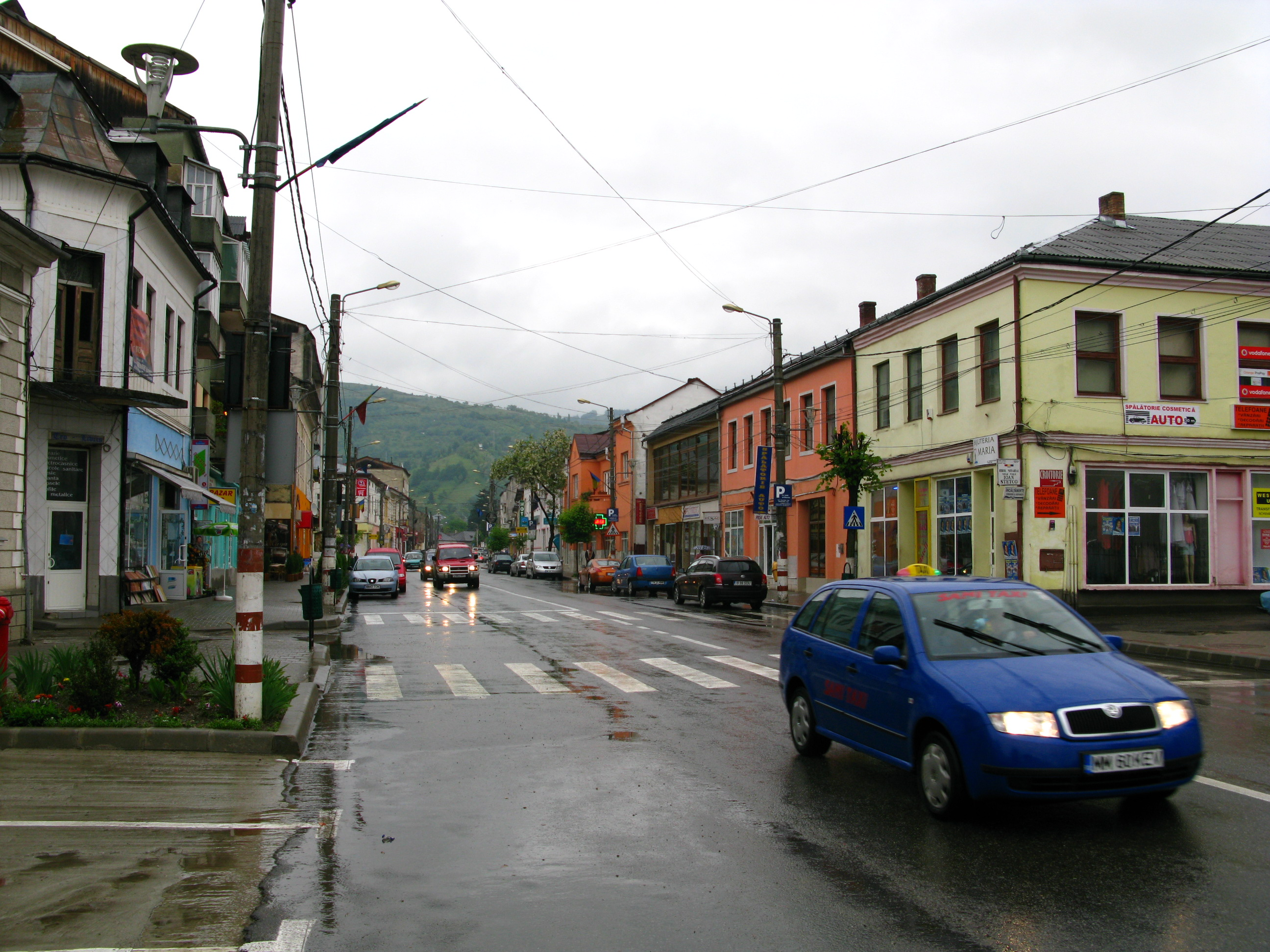